# 高滨站 (茨城县)
高滨站（日语：／ Takahama eki */?）位于茨城县石冈市，是东日本旅客铁道（JR東日本）管辖的鐵路車站。

## 历史
- 1895年11月4日 - 作为日本铁道车站投入运营。
- 1909年10月12日 - 线路名制定，归属常磐线。
- 1971年10月1日 - 停止办理货运业务。
- 1987年4月1日 - 国铁分割民营化后成为JR东日本车站。
- 2001年11月18日 - 支持使用Suica。
- 2015年2月10日 - 指定席自动售票机开始使用。
- 2018年4月1日 - 车站业务委托化。

## 车站结构
侧式站台1台1线与岛式站台1台2线构成的地上车站。跨线式站房。
石冈站管理的业务委托站。设有指定席自动售票机（营业时间 6时00分 - 23时50分）、Suica自动闸机和指定席自动售票机。

### 站台配置
| 站台 | 路线    | 方向 | 目的地                                            |
| ---- | ------- | ---- | ------------------------------------------------- |
| 1    | ■常磐線 | 上行 | 土浦、我孙子、上野、東京、品川方向 （上野东京线） |
| 2、3 | ■常磐線 | 下行 | 水户、日立、磐城方向                              |

（來源：JR東日本:車站構內圖 （页面存档备份，存于））

## 使用情况
根據JR東日本，2018年度（平成30年度）1日平均上車人次為1,155人。此站是上野－勝田站間常磐線（快速）車站當中上車人次最少的車站。
近年的推移如下表。
| 上車人次推移       | 上車人次推移     | 上車人次推移    |
| 年度               | 1日平均 上車人次 | 來源            |
| ------------------ | ---------------- | --------------- |
| 2000年（平成12年） | 1,641            | [ 利用客数 2 ]  |
| 2001年（平成13年） | 1,590            | [ 利用客数 3 ]  |
| 2002年（平成14年） | 1,543            | [ 利用客数 4 ]  |
| 2003年（平成15年） | 1,523            | [ 利用客数 5 ]  |
| 2004年（平成16年） | 1,516            | [ 利用客数 6 ]  |
| 2005年（平成17年） | 1,442            | [ 利用客数 7 ]  |
| 2006年（平成18年） | 1,405            | [ 利用客数 8 ]  |
| 2007年（平成19年） | 1,423            | [ 利用客数 9 ]  |
| 2008年（平成20年） | 1,410            | [ 利用客数 10 ] |
| 2009年（平成21年） | 1,361            | [ 利用客数 11 ] |
| 2010年（平成22年） | 1,314            | [ 利用客数 12 ] |
| 2011年（平成23年） | 1,248            | [ 利用客数 13 ] |
| 2012年（平成24年） | 1,185            | [ 利用客数 14 ] |
| 2013年（平成25年） | 1,157            | [ 利用客数 15 ] |
| 2014年（平成26年） | 1,127            | [ 利用客数 16 ] |
| 2015年（平成27年） | 1,145            | [ 利用客数 17 ] |
| 2016年（平成28年） | 1,145            | [ 利用客数 18 ] |
| 2017年（平成29年） | 1,179            | [ 利用客数 19 ] |
| 2018年（平成30年） | 1,155            | [ 利用客数 20 ] |

## 相鄰車站
東日本旅客鐵道（JR東日本）
■普通
神立－高滨－石岡

### 使用情况
1. ↑  . 東日本旅客鉄道.   [2019-07-08]. （原始内容存档于2019-07-05）.
2. ↑  . 東日本旅客鉄道.   [2019-03-07]. （原始内容存档于2019-03-27）.
3. ↑  . 東日本旅客鉄道.   [2019-03-07]. （原始内容存档于2019-03-27）.
4. ↑  . 東日本旅客鉄道.   [2019-03-07]. （原始内容存档于2019-03-27）.
5. ↑  . 東日本旅客鉄道.   [2019-03-07]. （原始内容存档于2019-03-27）.
6. ↑  . 東日本旅客鉄道.   [2019-03-07]. （原始内容存档于2019-03-27）.
7. ↑  . 東日本旅客鉄道.   [2019-03-07]. （原始内容存档于2019-03-27）.
8. ↑  . 東日本旅客鉄道.   [2019-03-07]. （原始内容存档于2019-03-27）.
9. ↑  . 東日本旅客鉄道.   [2019-03-07]. （原始内容存档于2019-04-02）.
10. ↑  . 東日本旅客鉄道.   [2019-03-07]. （原始内容存档于2019-03-27）.
11. ↑  . 東日本旅客鉄道.   [2019-03-07]. （原始内容存档于2019-03-27）.
12. ↑  . 東日本旅客鉄道.   [2019-03-07]. （原始内容存档于2019-03-27）.
13. ↑  . 東日本旅客鉄道.   [2019-03-07]. （原始内容存档于2019-03-27）.
14. ↑  . 東日本旅客鉄道.   [2019-03-07]. （原始内容存档于2018-10-26）.
15. ↑  . 東日本旅客鉄道.   [2019-03-07]. （原始内容存档于2016-04-04）.
16. ↑  . 東日本旅客鉄道.   [2019-03-07]. （原始内容存档于2019-03-27）.
17. ↑  . 東日本旅客鉄道.   [2019-03-07]. （原始内容存档于2019-03-23）.
18. ↑  . 東日本旅客鉄道.   [2019-03-07]. （原始内容存档于2017-07-29）.
19. ↑  . 東日本旅客鉄道.   [2019-07-07]. （原始内容存档于2018-07-06）.
20. ↑  . 東日本旅客鉄道.   [2019-07-08]. （原始内容存档于2019-07-05）.

## 外部連結
- 車站資訊（高濱）：東日本旅客鐵道